# アーベル圏
アーベル圏（アーベルけん、英: abelian category）とは（コ）チェイン複体のホモロジー/コホモロジーと層のコホモロジーの双方を展開するのに十分な構造を備えた圏である。
アーベル圏となる圏の具体例としてはアーベル群の圏や環上の加群の圏、アーベル圏上の（コ）チェイン複体の圏、およびアーベル圏に値を取る前層や層の圏が挙げられる。
アーベル圏の著しい性質として加法圏になる事、すなわちアーベル圏の対象間の射のクラス{\displaystyle \mathrm {Hom} (A,B)}がアーベル群になる（事に加え、いくつかのよい性質を満たす）事が挙げられる。
アーベル圏が小さい圏であればアーベル圏は加群の圏に埋め込める（ミッチェルの埋め込み定理）。よって特に加群の圏で成立する事実、例えば5項補題や蛇の補題のようにホモロジー代数を展開する上で必須となる補題を満たす。
マックレーンはグロタンディークが1958年の論文でアーベル圏を定義したとするが、別の文献によれば、アイレンベルグの弟子のデイビット・バックズバウムが1955年の博士論文で「exact category」の名称でこの概念を提案し、これを知ったグロタンディークが「アーベル圏」という名前でこの概念を広めた。

## 加法圏
上述のようにアーベル圏の著しい性質として加法圏になる事が挙げられるので、本節ではアーベル圏を導入する準備として、加法圏の定義とその性質を述べる。

### 定義
加法圏は以下のように定義される：
定義 ― 圏{\displaystyle {\mathcal {C}}}が前加法圏（英: preadditive category、英: Ab-category）であるとは、{\displaystyle {\mathcal {C}}}の任意の対象A、Bに対し、{\displaystyle \mathrm {Hom} (A,B)}には2項演算子「{\displaystyle +}」が定義されており、「{\displaystyle +}」に関して{\displaystyle \mathrm {Hom} (A,B)}はアーベル群になり、さらに任意の射{\displaystyle f,~f'~:~A\to B}、{\displaystyle g,~g'~:~B\to C}に対し、射の結合は下記の双線型性を満たす事を言う：
{\displaystyle g\circ (f+f')=g\circ f+g\circ f'}
{\displaystyle (g+g')\circ f=g\circ f+g'\circ f}
定義 ― 前加法圏{\displaystyle {\mathcal {C}}}が加法圏（英: additive category）であるとは、以下を満たす事を言う：
1. {\displaystyle {\mathcal {C}}}は零対象を持つ
2. {\displaystyle {\mathcal {C}}}の任意の対象A、Bに対し、AとBの積が常に存在する。

### 特徴づけ
加法圏の1番目の条件は以下のようにも言い換えられる：
定理 ― {\displaystyle {\mathcal {C}}}を前加法圏とし、Zを{\displaystyle {\mathcal {C}}}の対象とするとき、以下の4条件は同値である。
- Zは始対象である。
- Zは終対象である。
- {\displaystyle \mathrm {Hom} (A,B)}のアーベル群としての単位元を{\displaystyle 0_{AB}~:~A\to B}と表すと、{\displaystyle 0_{ZZ}=\mathrm {id} _{Z}}
- {\displaystyle \mathrm {Hom} (Z,Z)}は単位元のみからなる群である。

加法圏の２番目の条件は以下のようにも言い換えられる：
定理 ― {\displaystyle {\mathcal {C}}}を零対象Zが存在する前加法圏とするとき、以下は同値である。
- {\displaystyle {\mathcal {C}}}の任意の対象A、Bに対し、AとBの積が常に存在する。
- {\displaystyle {\mathcal {C}}}の任意の対象A、Bに対し、AとBの余積が常に存在する。
- {\displaystyle {\mathcal {C}}}の任意の対象A、Bに対し、AとBの複積（英語版）（後述）が常に存在する。

ここで複積とは以下のように定義される概念である：
定義 ― A、Bを前加法圏{\displaystyle {\mathcal {C}}}の対象とするとき、
{\displaystyle A{\underset {\iota _{A}}{\overset {p_{A}}{\leftrightarrows }}}A\oplus B{\underset {\iota _{B}}{\overset {p_{B}}{\rightleftarrows }}}B}
がAとBの複積（英: biproduct）であるとは、以下を満たす事を言う：
- {\displaystyle p_{A}\circ \iota _{A}=\mathrm {id} _{A}}
- {\displaystyle p_{B}\circ \iota _{B}=\mathrm {id} _{B}}
- {\displaystyle \iota _{A}\circ p_{A}+\iota _{B}\circ p_{B}=\mathrm {id} _{A\oplus B}}

実は次が成立する：
定理 ― {\displaystyle {\mathcal {C}}}を加法圏とし、A、Bを{\displaystyle {\mathcal {C}}}対象とするとき、AとBの積、余積、複積は一致する。

## アーベル圏
本節ではまずアーベル圏の定義を述べ、次にアーベル圏が加法圏になる事を見る。そしてアーベル圏上のホモロジー代数について述べ、最後にアーベル圏が小さい圏であれば加群の圏に埋め込める事を見る。

### 定義
アーベル圏は以下のように定義される。
定義 ― 圏{\displaystyle {\mathcal {C}}}が以下の4つの性質をみたすとき、{\displaystyle {\mathcal {C}}}はアーベル圏であるという：
1. {\displaystyle {\mathcal {C}}}に零対象が存在する。
2. {\displaystyle {\mathcal {C}}}の任意の対象A、Bに対し、AとBの積および余積が常に存在する。
3. {\displaystyle {\mathcal {C}}}の任意の射{\displaystyle f~:~A\to B}には核{\displaystyle \mathrm {ker} f}と余核{\displaystyle \mathrm {coker} f}が存在する。
4. 任意のモニック射{\displaystyle f~:~A\to B}に対しある射{\displaystyle g~:~B\to C}が存在し、{\displaystyle f~:~A\to B}はgの核である。また任意のエピック射{\displaystyle f~:~A\to B}に対しある射{\displaystyle h~:~C\to A}が存在し、{\displaystyle f~:~A\to B}はhの余核である。

環Rをfixするとき、左R-加群の圏R-Modはアーベル圏である。よって特に{\displaystyle \mathbb {Z} }-加群の圏、すなわちアーベル群の圏Abはアーベル圏である。それ以外の具体例は後述する。

### 像と余像
アーベル圏{\displaystyle {\mathcal {C}}}では射{\displaystyle f~:~A\to B}の射の核と余核の存在が保証されているので、以下の定義ができる：
定義 ― アーベル圏{\displaystyle {\mathcal {C}}}の射{\displaystyle f~:~A\to B}の余核{\displaystyle c~:~B\to C}の核{\displaystyle k~:~K\to B}をfの像（英: image）という。
{\displaystyle {\mathcal {C}}}がR-加群の圏の場合はfの余核Cは{\displaystyle C=B/f(A)}なので、{\displaystyle c~:~B\to B/f(A)}の核は通常の意味でのfの像{\displaystyle f(A)}に一致する。一般のアーベル圏の場合も、像kは圏論的な意味での像の定義を満たす。
像と双対的に余像も定義できる：
定義 ― アーベル圏{\displaystyle {\mathcal {C}}}の射{\displaystyle f~:~A\to B}の核{\displaystyle k~:~K\to A}の余核{\displaystyle c~:~A\to C}をfの余像（英: coimage）という。
「核の余核」という定義より、{\displaystyle {\mathcal {C}}}がR-加群の圏の場合、余像は通常の意味での余像{\displaystyle A/\mathrm {Ker} f}に一致する。一般のアーベル圏の場合も圏論的な意味での余像の定義も満たす。

### 単射と全射
アーベル圏では単射と全射を定義でき、これらはそれぞれモニック射、エピック射に一致する：
定義 ― {\displaystyle {\mathcal {C}}}をアーベル圏とし、{\displaystyle f~:~A\to B}を{\displaystyle {\mathcal {C}}}の射とする。このとき
- fが単射（英: injective）であるとは、{\displaystyle \mathrm {Ker} f=0}となる事をいう[17]。
- fが全射（英: surjective）であるとは、{\displaystyle \mathrm {Coker} f=0}となる事をいう[17]。

定理 ― {\displaystyle {\mathcal {C}}}をアーベル圏とし、{\displaystyle f~:~A\to B}を{\displaystyle {\mathcal {C}}}の射とする。このとき、
- fが単射である必要十分条件はfがモニック射である事である[17]
- fが全射である必要十分条件はfがエピック射である事である[17]

### アーベル圏は加法圏
アーベル圏の重要な性質として、アーベル圏が加法圏になる事が挙げられる：
定理 ― アーベル圏は加法圏である。
アーベル圏の定義から、零対象の存在性と積の存在性は明らかに従うので、{\displaystyle \mathrm {Hom} (A,B)}にアーベル群の構造が入ることのみ示せば良い。ここでは{\displaystyle \mathrm {Hom} (A,B)}上の加法の定義を述べるにとどめ、加法がアーベル群の公理を満たすことの証明は略す。

#### 準備
{\displaystyle \mathrm {Hom} (A,B)}に加法を定義するためにいくつか記号を定義する。アーベル圏{\displaystyle {\mathcal {C}}}の対象C、Aに対し、AとA自身との積を{\displaystyle A{\overset {p_{1}}{\leftarrow }}A\times A{\overset {p_{2}}{\rightarrow }}A}とし、{\displaystyle f_{1},f_{2}~:~C\to A}を2つの射とするとき、
{\displaystyle f_{1}\times f_{2}~:~C\to A\times A}  such that  {\displaystyle p_{1}\circ (f_{1}\times f_{2})=f_{1}}, {\displaystyle p_{2}\circ (f_{1}\times f_{2})=f_{2}}
となるものが積の普遍性から一意に存在する。同様に余積{\displaystyle A{\overset {\iota _{1}}{\rightarrow }}A\amalg A{\overset {\iota _{2}}{\leftarrow }}A}と2つの射{\displaystyle g_{1},g_{2}~:~A\to B}に対し、射
{\displaystyle g_{1}\amalg g_{2}~:~A\amalg A\to B} such that {\displaystyle (g_{1}\amalg g_{2})\circ \iota _{1}=g_{1}}, {\displaystyle (g_{1}\amalg g_{2})\circ \iota _{2}=g_{2}}
となるものが余積の普遍性から一意に存在する。

#### 加法の定義
A、Bをアーベル圏{\displaystyle {\mathcal {C}}}の2つの対象とすると、自然な写像
{\displaystyle A\amalg B\to A\times B}
は同等射になる。そこでこれら二つを同一視し、2つの射{\displaystyle f,g~:~A\to B}に対し、
{\displaystyle f+_{L}g:=(f\amalg g)\circ (\mathrm {id} _{A}\times \mathrm {id} _{A})~:~A\to B}
{\displaystyle f+_{R}g:=(\mathrm {id} _{A}\amalg \mathrm {id} _{A})\circ (f\times g)~:~A\to B}
とすると、以下が成立する：
定理 ― 記号を上と同様に取るとき、任意の{\displaystyle f,g\in \mathrm {Hom} (A,B)}に対し、
{\displaystyle f+_{L}g=f+_{R}g}
が成立する。そこで「{\displaystyle +_{L}}」と「{\displaystyle +_{R}}」を区別せず単に「{\displaystyle +}」と書くと、{\displaystyle \mathrm {Hom} (A,B)}は「{\displaystyle +}」に関してアーベル群であり、しかも「{\displaystyle +}」は射の結合に関して双線形性を満たす。
上記の定理からアーベル圏は加法圏である事が従う。

### ホモロジー代数
アーベル圏には零対象0があり、しかも像、核、および余核を定義できるので、アーベル圏{\displaystyle {\mathcal {C}}}上のチェイン複体{\displaystyle (A_{i},\partial _{i})_{i\in \mathbb {Z} }}を
{\displaystyle \cdots {\overset {\partial _{i+2}}{\to }}A_{i+1}{\overset {\partial _{i+1}}{\to }}A_{i}{\overset {\partial _{i}}{\to }}A_{i-1}\to \cdots } such that {\displaystyle \partial _{i-1}\partial _{i}=0} for {\displaystyle \forall i}
により定義でき、さらにその完全性
{\displaystyle \mathrm {Im} \partial _{i+1}=\ker \partial _{i}}  for {\displaystyle \forall i}
を定義できるなど、ホモロジー代数を展開するに十分な性質を満たしている。
特にホモロジー代数で必須となる以下の補題はアーベル圏でも成り立つ：
- 5項補題[20]
- 蛇の補題[21]
- ジグザグ補題[22]
- Horseshoe lemma[23]

### R-加群の圏への埋め込み
アーベル圏は具体圏とは限らないので、一般的にはアーベル圏の対象Aに対して「Aの元」という言葉は意味を持たない。しかしアーベル圏が小さい圏であれば、アーベル圏はR-加群の圏に埋め込むことができ、したがって埋め込み先で「Aの元」を考える事ができる：
定理 (ミッチェルの埋め込み定理) ― アーベル圏{\displaystyle {\mathcal {C}}}が小さい圏であれば、ある環Rが存在して{\displaystyle {\mathcal {C}}}から左R-加群の圏R-Modへの共変関手
{\displaystyle F~:~{\mathcal {C}}\to R{\text{-}}\mathbf {Mod} }
で充満かつ忠実でしかも完全（後述）なものが存在する。
ここで「完全」は以下のように定義する：
定義 ― アーベル圏{\displaystyle {\mathcal {C}}}からアーベル圏{\displaystyle {\mathcal {D}}}への（共変）関手{\displaystyle F~:~{\mathcal {C}}\to {\mathcal {D}}}が完全（英: exact）であるとは、{\displaystyle {\mathcal {C}}}の対象からなる任意の３項完全列
{\displaystyle A_{1}\to A_{2}\to A_{3}}
に対し、
{\displaystyle F(A_{1})\to F(A_{2})\to F(A_{3})}
も完全列になる事を言う。
なお、関手が完全であれば、３項のみならず任意の長さの完全系列に対して同様の事が成り立つ事を容易に示せる。

上記の定理からわかるように、アーベル圏の図式に関する定理を示したい場合はR-加群に埋め込んだ上でその定理を証明する事ができる。よってR-加群の図式に対して成り立つ性質、例えば前述の５項補題や蛇の補題は任意のアーベル圏で成立する。

## 具体例
前述のように環Rに対し左R-加群の圏R-Modはアーベル圏であり、特にアーベル群の圏Abはアーベル圏である。また有限生成なアーベル群の圏や捩れアーベル群の圏もアーベル圏であるが、捩れなしのアーベル群の圏は（余核は捩れなしとは限らないので）アーベル圏ではない。よってアーベル圏の充満部分圏はアーベル圏とは限らない。
アーベル圏の定義は射の向きを反対にしても不変なので、以下が成立する：
定理 ― {\displaystyle {\mathcal {C}}}をアーベル圏とすると、{\displaystyle {\mathcal {C}}}の双対圏{\displaystyle {\mathcal {C}}^{\mathrm {op} }}はアーベル圏である。
前述のように左R-加群の圏R-Modはアーベル圏なので、上記の定理から右R-加群の圏Mod-Rもアーベル圏である。

アーベル圏上でチェイン複体を定義できる事をすでに見たが、チェイン複体のなす圏はアーベル圏になる：
定理 ― {\displaystyle {\mathcal {C}}}をアーベル圏とすると、{\displaystyle {\mathcal {C}}}上のチェイン複体の圏{\displaystyle \mathbf {Comp} ({\mathcal {C}})}はアーベル圏である。
アーベル圏の双対もアーベル圏になる事から{\displaystyle {\mathcal {C}}}上のコチェイン複体の圏もアーベル圏になる。以上の事からR-加群上のホモロジーやコホモロジーをアーベル圏に一般化できる。

アーベル圏上の前層や層もアーベル圏になるので、層係数のコホモロジーもアーベル圏上で展開できる：
定理 ― Xを位相空間とし、{\displaystyle {\mathcal {C}}}をアーベル圏とすると、{\displaystyle {\mathcal {C}}}に値を取るX上の前層の圏{\displaystyle \mathbf {pSh} (X,{\mathcal {C}})}および層の圏{\displaystyle \mathbf {Sh} (X,{\mathcal {C}})}はいずれもアーベル圏である。
アーベル圏の前層がアーベル圏になるのは下記の事実から従う：
定理 ― {\displaystyle {\mathcal {C}}}をアーベル圏、{\displaystyle {\mathcal {D}}}を小さい圏とすると{\displaystyle {\mathcal {D}}}から{\displaystyle {\mathcal {C}}}への関手の圏{\displaystyle {\mathcal {C}}^{\mathcal {D}}}はアーベル圏である。

## 注